# Diego Leal Ramírez
Diego Leal Ramírez (Conil de la Frontera, 1940-Conil de la Frontera, 1 de octubre de 2021) fue un soldador y político español del Partido Socialista Obrero Español, ha sido alcalde de su pueblo natal entre el 19 de abril de 1979 al 19 de diciembre de 1991.El primer alcalde electo democráticamente del pueblo tras el fallecimiento de Francisco Franco.

## Biografía
Nació en Conil de la Frontera de una familia humilde, vivió en el casco antiguo del pueblo, junto a sus padres y a su hermana, una costurera. Además, tuvo un tío que fue albañil.
En 1978 ocupa el cargo de secretario del PSOE y miembro de la dirección de la UGT, y en 1979, en las primeras elecciones municipales democráticas, encabeza la candidatura socialista y es elegido alcalde por mayoría absoluta. En 1983 revalida el cargo hasta que en 1987 abandona el PSOE, permaneciendo en la alcaldía hasta las elecciones municipales de 1991. 
Ha llegado a ser concejal en el ayuntamiento de Conil de la Frontera hasta las elecciones municipales de 1999, tras otras dos elecciones locales. En 1987 Diego Leal Ramírez crea su partido político independiente cuando es expulsado del Partido Socialista, siendo el único en crear un partido independiente en Conil, dándose de baja Leales Conileños a sí mismo en 1999, tras su fallecimiento el 1 de octubre de 2021.